# Andrian Mardare
Andrian Mardare (n. 20 iunie 1995, Nemțeni, raionul Hîncești, Republica Moldova) este un atlet moldovean care este specializat în aruncarea suliței.

## Carieră
El și-a reprezentat țara la Campionatul Mondial de Atletism din 2017 dar nu s-a calificat în finală. În plus, a câștigat medalia de bronz la Campionatul European U23 din 2017.
Cel mai bun record personal al său în această probă este de 86,66 m în 2021, acesta fiind recordul național.
La Campionatul Balcanic de Atletism din 2020 de la Cluj-Napoca, România a ocupat locul 1 la aruncarea suliței cu 83,60 m.
La Jocurile Olimpice de la Tokio a obținut locul 7 cu o aruncare de 83,30 m. La Campionatul Mondial din 2022 și la Campionatul European de la München s-a clasat din nou pe locul 7.

## Competiții internaționale
| An                             | Competiție                               | Locație                        | Loc                            | Eveniment                      | Note                           |
| Reprezentând Republica Moldova | Reprezentând Republica Moldova           | Reprezentând Republica Moldova | Reprezentând Republica Moldova | Reprezentând Republica Moldova | Reprezentând Republica Moldova |
| ------------------------------ | ---------------------------------------- | ------------------------------ | ------------------------------ | ------------------------------ | ------------------------------ |
| 2013                           | Campionatul European la Juniori⁠(d)       | Rieti, Italia                  | 14                             | aruncarea suliței              | 66,32 m                        |
| 2014                           | Campionatul Mondial la Juniori⁠(d)        | Eugene, Statele Unite          | 3                              | aruncarea suliței              | 72,81 m⁠(d)                     |
| 2017                           | Cupa Europei la aruncări⁠(d) (U23)        | Las Palmas, Spania             | 1                              | aruncarea suliței              | 82,34 m                        |
| 2017                           | Campionatul European de Tineret (U23)⁠(d) | Bydgoszcz, Polonia             | 3                              | aruncarea suliței              | 78,76 m⁠(d)                     |
| 2017                           | Campionatul Mondial                      | Londra, Regatul Unit           | 17                             | aruncarea suliței              | 80,18 m                        |
| 2017                           | Universiadă⁠(d)                           | Taipei, Taiwan                 | 4                              | aruncarea suliței              | 80,63 m⁠(d)                     |
| 2018                           | Campionatul European                     | Berlin, Germania               | 7                              | aruncarea suliței              | 81,54 m⁠(d)                     |
| 2019                           | Universiadă⁠(d)                           | Napoli, Italia                 | 1                              | aruncarea suliței              | 82,40 m⁠(d)                     |
| 2021                           | Jocurile Olimpice                        | Tokio, Japonia                 | 7                              | aruncarea suliței              | 83,30 m                        |
| 2022                           | Campionatul Mondial                      | Eugene, Statele Unite          | 7                              | aruncarea suliței              | 82,26 m                        |
| 2022                           | Campionatul European                     | München, Germania              | 7                              | aruncarea suliței              | 77,49 m                        |
| 2023                           | Campionatul Mondial                      | Budapesta, Ungaria             | 11                             | aruncarea suliței              | 79,66 m                        |
| 2024                           | Campionatul European                     | Roma, Italia                   | 11                             | aruncarea suliței              | 80,22 m                        |
| 2024                           | Jocurile Olimpice                        | Paris, Franța                  | 12                             | aruncarea suliței              | 80,10 m                        |